# Operació Turquesa
L'Operació Turquesa (francès, Opération Turquoise) va ser una operació militar organitzada per França i autoritzada per la resolució 929 del Consell de Seguretat de les Nacions Unides del 22 de juny de 1994 durant el genocidi dels tutsis a Ruanda. Tenia com a missió acabar amb els assassinats sempre que sigui possible, eventualment utilitzant la força.
L'operació turquesa és una gran intervenció militar francesa amb el desplegament de més de 2.500 homes. Defensada per alguns com una intervenció humanitària, ha estat fortament criticada i sempre ha estat objecte, fins tot 20 anys després dels fets, de controvèrsies pel que fa al paper de França en el genocidi.

## Objectiu i ordre de missió
L'objectiu d'aquesta operació s'especifica en la pròpia ordre d'operació, per les consignes següents del comandament relatives a les regles de comportament del sistema en el teatre d'operacions (paràgraf QUINTO/Alpha):
| « | Adoptar una actitud d'estricta neutralitat vis-a-vis de les diferents faccions en guerra. Insistir en la idea que l'exèrcit francès ha vingut a aturar les massacres però no a lluitar contra el FPR ni a recolzar les FAR perquè les accions empreses no s'interpretin com una ajuda a les tropes del govern. Manifestar la determinació de França, en aquesta acció, tot intentant promoure l'inici d'un veritable diàleg entre els bel·ligerants. Marcar, si fos necessari, l'ús de la força per la voluntat francesa de detenir les massacres i protegir la població. | » |

Va ser dirigida pel general francès Jean-Claude Lafourcade. La resolució 929 precisa que el Consell de Seguretat:
| « | ...dona el seu acord a que es pugui establir una operació multinacional a Ruanda amb finalitats humanitàries fins que la UNAMIR sigui dotada dels efectius necessaris» Ha de ser ...una operació temporal, sota comandament i control nacional, tenint com a objectiu contribuir imparcialment a la seguretat i protecció de persones desplaçades, refugiats i civils en risc a Ruanda. | » |

L'operació de l'ONU com la UNAMIR, l'estatut de l'Operació Turquesa li dona més mitjans militars, ja que es refereix al Capítol VII de la Carta de les Nacions Unides (Acció en cas d'amenaça per a la pau, violació de la pau i acte d'agressió), a diferència de la UNAMIR, que cau sota Capítol VI de la Carta de les Nacions Unides (Arranjament pacífic de controvèrsies).

## La formació
El 16 de maig de 1994, Jean-Hervé Bradol, membre de Metges Sense Fronteres que va obrir un hospital de campanya el 13 d'abril a Kigali, acusa seriosament les autoritats polítiques franceses en una entrevista a TF1: « Les responsabilitats de França són particularment aclaparadores. Les persones que avui estan matant, que estan implementant aquesta planificada política d'extermini sistemàtica, són finançades, entrenades i armades per França [...]. No hem escoltat per ara que cap funcionari francès condemni clarament aquestes massacres, però aquestes persones són ben conegudes per l'estat francès, ja que estan equipades per ell.» El 18 de maig, l'organització va demanar públicament a les autoritats franceses que utilitzessin la seva influència per aturar les massacres. El 24 de maig va testificar davant la Comissió de Drets Humans de les Nacions Unides i el 18 de juny va demanar una intervenció armada per part de les Nacions Unides, afirmant: « No aturem d'un genocidi amb metges »

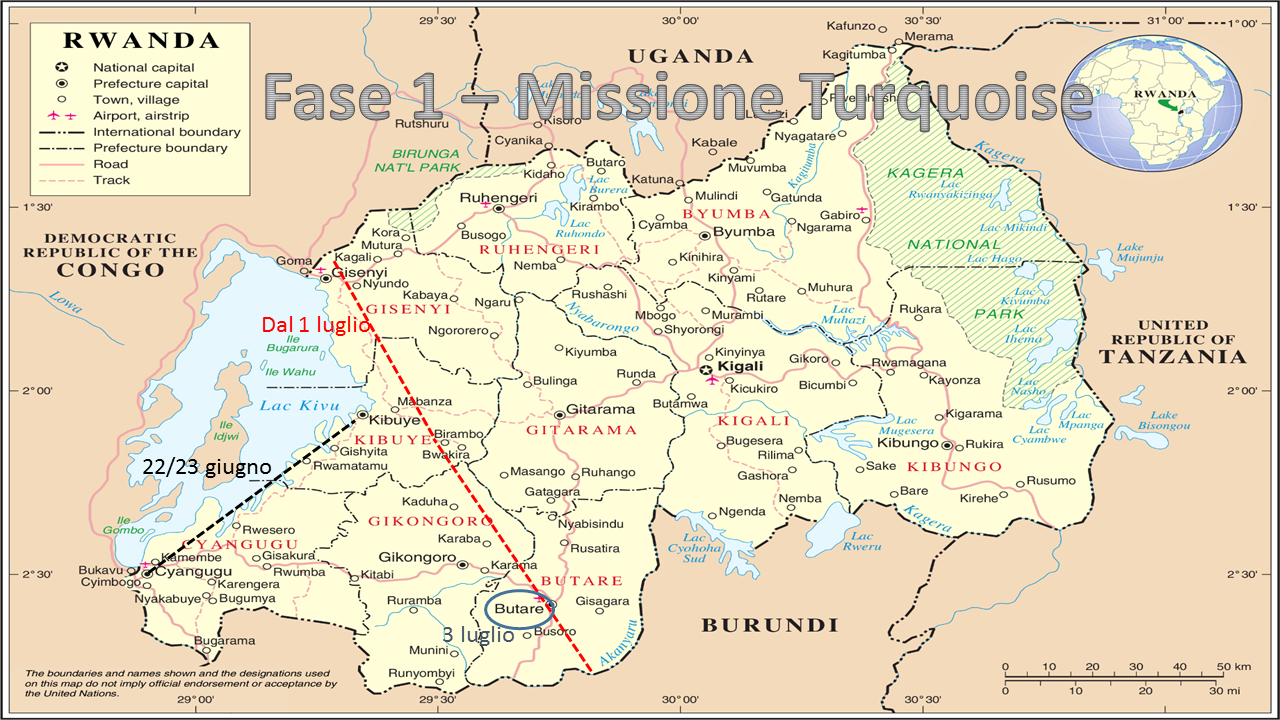
Mapa de la Fase 1 de l'Operació Turquesa

Sense que sigui fàcil saber en quina mesura aquestes intervencions públiques han pesat sobre les decisions franceses, tot i haver votat reducció de d'efectius de la UNAMIR el 21 d'abril de 1994, França va esdevenir molt activa a l'ONU en els debats sobre l'enfortiment de la UNAMIR al de maig de 1994, però es negà a enfortir les seves pròpies forces. Durant la primera setmana del genocidi, Nigèria havia intentat enfortir la UNAMIR. Era el mateix, més tard, de la República Txeca, Espanya, Argentina i Nova Zelanda. Però l'ONU no va poder acceptar que aquesta UNAMIR 2 s'hagués d'instaurar ràpidament. Enfront del que descriu com una inèrcia de la comunitat internacional, França va decidir intervenir i presentar una proposta de resolució el 20 de juny,però obté difícilment l'aprovació del Consell de Seguretat de l'ONU, per dur a terme l'Operació Turquesa del 22 de juny al 21 d'agost de 1994, data del reforçament de la UNAMIR demanat pel seu comandant des del començament del genocidi. Alguns països africans van accedir a unir-se a França en aquest operació.
La dificultat d'obtenir aquesta missió estava relacionada amb la percepció que molts països tenien de la política de França a Ruanda i les seves intencions reals o suposades, atesa la seva participació a Ruanda durant molts anys, la seva oposició al FPR, i perquè va ser l'únic país que va reconèixer el Govern interí ruandès, responsable del genocidi Aquest debat també existia dins de l'estat francès. De cara als partidaris d'una intervenció militar per oposar-se al FPR, Édouard Balladur, llavors primer ministre de la República Francesa, va escriure el 21 d'abril al president François Mitterrand que una de les condicions per a l'èxit de l'operació exigia « limitar les operacions humanitàries i no deixar-nos anar al que seria considerada com una expedició colonial al cor de Rwanda. » A més, la presència francesa estava limitada a dos mesos. Abans de la missió d'informació parlamentària sobre Ruanda, el Sr. Balladur va especificar que « slguns funcionaris (han) considerat una intervenció militar, incloent a Kigali. No obstant això, es va arribar ràpidament a un acord entre el President de la República i ell per rebutjar la hipòtesi que podria arrossegar a França en el conflicte o el risc de ser acusat per les potències de la regió.»
Aquesta ambivalència també sembla compartida pels soldats i els seus oficials sobre el terreny. Durant la seva entrevista a Goma a finals de juny amb el general Lafourcade per delimitar les zones respectives ocupades pel FPR i l'Operació Turquesa, el comandant de la UNAMIR, el general Dallaire assenyala que si bé el general Lafourcade no cerca la confrontació directa amb el FPR, no es pot dir el mateix dels que l'envolten, que en nom de la lleialtat de França amb els seus antics amics, pensen que l'operació està destinada a ajudar a les Forces Armades Ruandeses per contrarestar el FPR. La confrontació amb les realitats del genocidi va ser un xoc per a molts membres de l'Operació.

## El desenvolupament de l'operació

### Inici, 22 de juny de 1994
Aquesta operació fou dirigida des del Zaire. L'ordre de la missió de Turquesa de 22 de juny de 1994 estableixi que l'exèrcit francès ha d'entrar a Rwanda des de Gisenyi, al nord-oest de Ruanda, i Cyangugu al sud-oest de Ruanda. L'aeroport de Goma al Zaire serveix com a base logística de l'operació mentre el destacament d'aire està situat a Kisangani.
L'objectiu declarat és protegir, en una «zona humanitària segura », les «persones amenaçades » tant pel genocidi com pel conflicte militar entre el FPR i el govern interí ruandès. No s'estableix cap jerarquia entre els amenaçats pel genocidi i els que estan amenaçats pels efectes col·laterals del conflicte armat. Es van equiparar amb els dos bàndols d'un conflicte militar. Per tant, el genocidi es percebia com un fenomen col·lateral de la guerra. Es va ordenar romandre neutral entre aquestes parts. En particular, no es tractava d'arrestar als responsables del genocidi. La missió era aturar les matances i incitar les Forces Armades Ruandeses a restablir la seva autoritat, mentre que eren directament implicades en el genocidi. La neutralitat de la intervenció va ser criticada en particular per Jean-Hervé Bradol, gerent del programa de Metges Sense Fronteres, una operació purament humanitària que semblava insuficient per evitar un genocidi.

### La composició de la forçaTurquesa
La força comptava amb 2.550 militars de l'exèrcit francès i 500 altres vinguts de set països d'Àfrica (Senegal, Guinea Bissau, el Txad, Mauritània, Egipte, Níger i Congo). Es va beneficiar de cobertura per satèl·lit de la Unió Europea Occidental que li va permetre localitzar els camps de refugiats i les columnes mòbils. La flota d'Antónov del traficant d'armes Viktor Bout fou utilitzada per a l'ocasió per l'exèrcit francès per a la transferència d'equips i tropes a través del transport de mercaderies i la societat SPAIROPS (Spécial Air Opération Inlt) dirigida per Michel Victor Thomas.
Unitats franceses implicades :
- Elements de la 13a Semibrigada de la Legió Estrangera, el 2n Regiment Estranger d'Infanteria, el 2n Regiment Estranger de Paracaigudistes i 6è Regiment Estranger d'Enginyers.
- La meitat d'efectius del Regiment d'Infanteria Carros de Marina.
- Elements de la segona bateria del 35è Regiment d'Artilleria Paracaigudista.
- La 1a companyia de 3r regiment d'infanteria de Marina destacat al Gabon.
- La 3a bateria de l'11è Regiment d'Artilleria de Marina destacat a la República Centreafricana.
- Una secció de l'ECT (Esquadró de Circulació i Transport) del 9è RCS (ara 9a Brigada Lleugera Blindada de la Marina) de Nantes.
- Forces Especials: 150 homes Comandament d'Operacions Especials (1r RPIMa, Comando Trepel i CPA 10) que operava al costat dels membres de la GIGN i l'EPIGN, els equips CRAP de l'11a DP i elements del RDP 13.
- Dos components del Servei de Sanitat de l'Exèrcit: armats principalment pel 1r Regiment Mèdic. L'Element Mèdic Militar d'Intervenció Ràpida (EMMIR) amb seu a Cyangugu (Ruanda) una secció d'evacuació sanitària en VAB del 1r RMed i la Bioforça a Goma (Zaire).
- Elements de la 11a Brigada Paracaigudista CRAP del 35è RAP, suport i transmissors del 14è RPCS.
- La 1a Companyia del 2n RPIMa amb base a l'illa de la Reunió.
- Destacament d'Aviació Lleugera de l'Exèrcit de Terra.
- Secció de la 2a Companyia del 1r Regiment d'Infanteria (CAMR/aeromòbil).
- Elements de 'Exèrcit de l'Aire amb dos de l'Esquadrilla de Transport 1/62 Vercors posicionat a Goma i Bukavu a partir del 14 de juliol i de rotació de Transall i d'Hèrcules.

### Les primeres intervencions

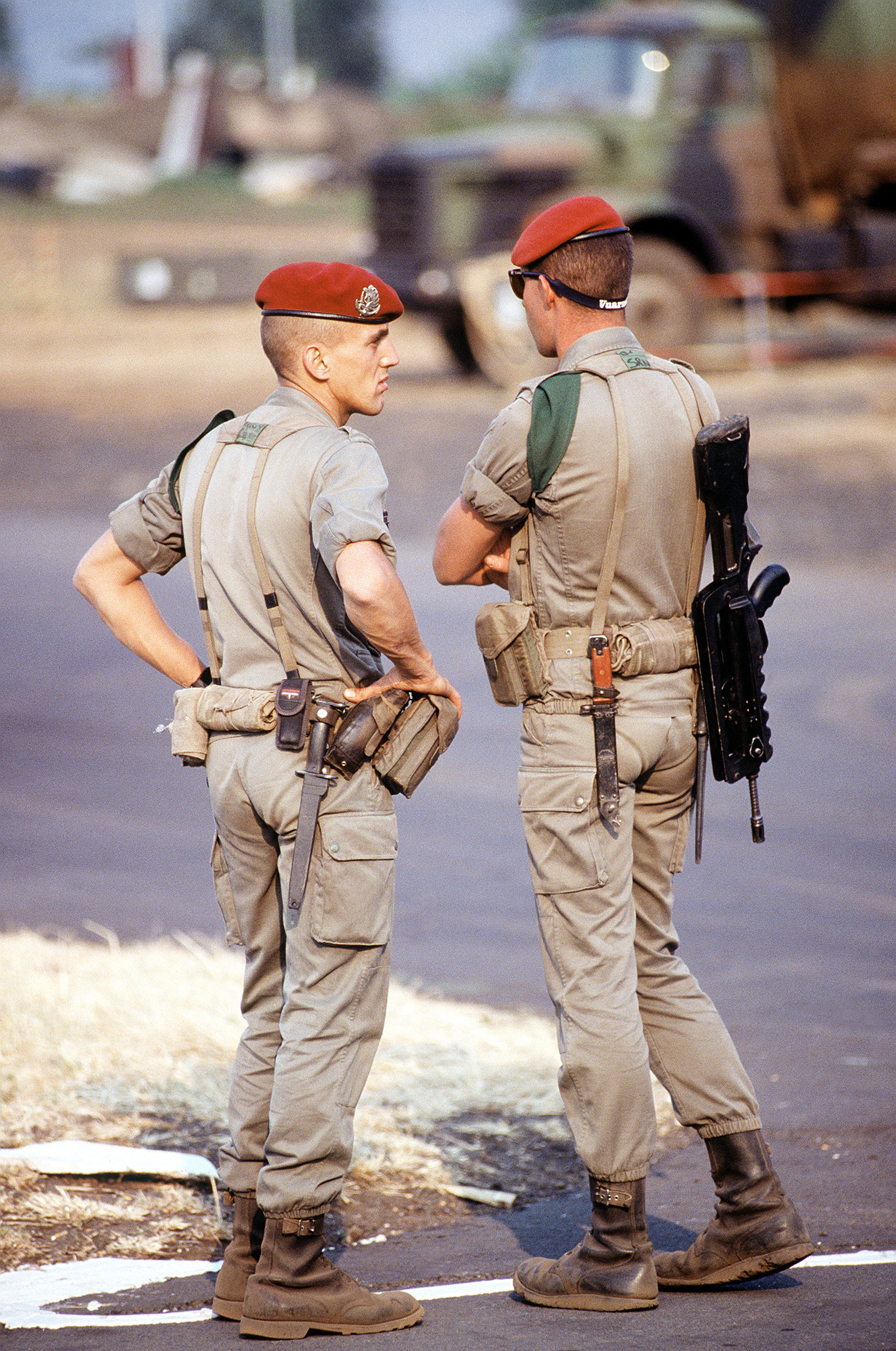
Paracaigudistes francesos el 14 d'agost de 1994 vigilant l'aeroport de Kigali.

El camp de refugiats Nyarushishi, prop de Cyangugu, agrupava entre 8.000 i 10.000 supervivents, principalment tutsis. El campament està organitzat pel CICR i regularment amenaçat pels genocidaris. L'operació Turquesa va proporcionar ràpidament protecció per a aquest campament, ubicat a la zona sud del ZHS, inclosa la companyia del 2n Regiment d'Infanteria Exterior.
Les forces franceses van salvar la vida d'unes 15.000 persones, proporcionant protecció als camps de refugiats (com ara Nyarushishi) i organitzant operacions d'exfiltracions de supervivents de massacres.
A Bisesero, una cadena de turons a l'Oest de Ruanda, al sud de Kibuye (Ruanda), on 65.000 tutsis són enterrats en un memorial. Foren massacrats durant el genocidi.
Bisesero era part de la zona nord de l'Operació Turquesa. A l'inici de l'Operació Turquesa, els comandos del COS havien rebut informació falsa a les autoritats ruandeses segons les quals infiltrats del FPR es concentrarien a Bisesero. En realitat eren supervivents debilitats per tres mesos de resistència al genocidi. Alertat pels periodistes, un destacament del COS va descobrir el 27 de juny de 1994 unes dotzenes d'aquests refugiats i reconeix la realitat de la matança de civils per les forces del govern de Ruanda (FAR, la gendarmeria i la milícia). Tres dies després, el 30 de juny de 1994, un altre destacament va trobar aquests supervivents. Però mentrestant la meitat d'ells havien estat massacrats, al voltant d'un miler dels dos mil restants. Aquests esdeveniments donen lloc a una considerable controvèrsia en 1998: ¿per què els militars han d'esperar tres dies per rescatar els supervivents? Es va enviar la informació del primer destacament als seus superiors? Havia calculat les conseqüències? El segon destacament va descobrir els supervivents per casualitat? Havia rebut l'ordre de rescatar-los? Va actuar per iniciativa pròpia? Aquesta controvèrsia serà ressuscitada el 2005 per denúncies de ruandeses davant del Tribunal aux Armées de Paris.

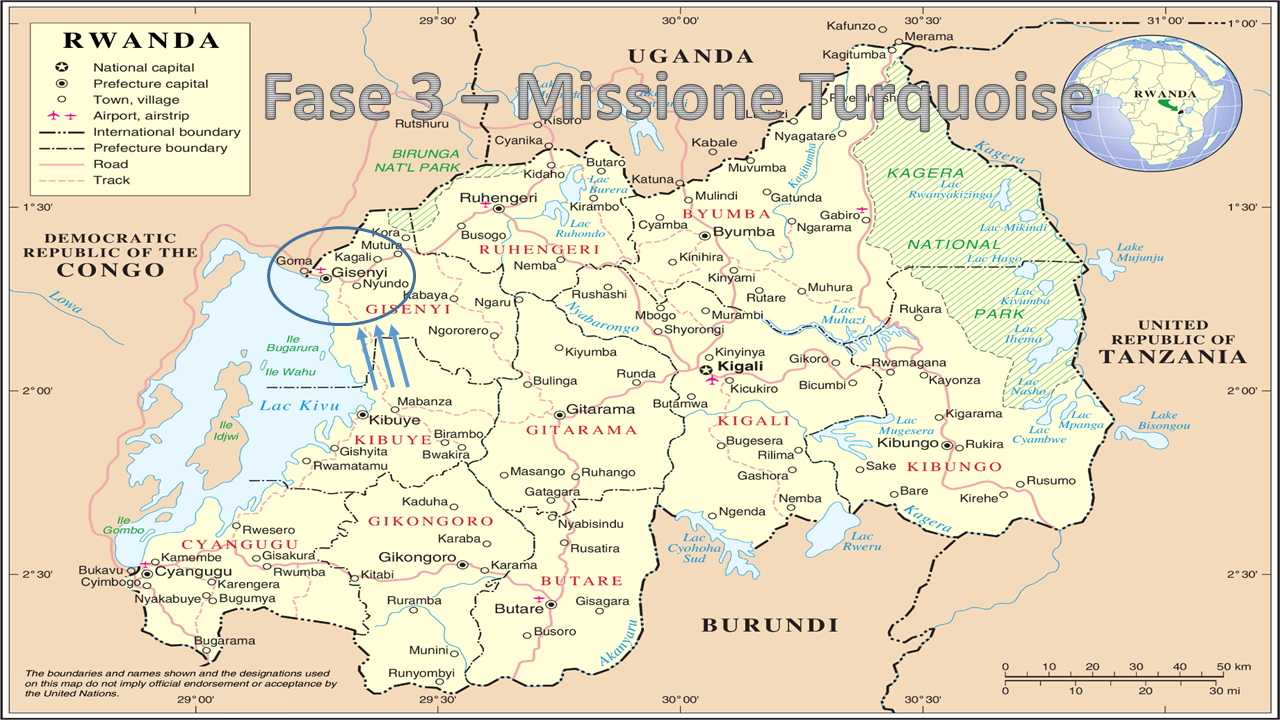
Mapa de la Fase 2 de l'Operació Turquesa

Segons el mandat donat per l'ONU, s'hauria d'evitar qualsevol contacte militar hostil entre els soldats de la Operació Turquesa i el FPR. No obstant això, es van produir enfrontaments militars amb soldats del FPR de Paul Kagame del 2 al 20 de juliol de 1994. Una dotzena de soldats de l'Operació Turquesa, fets presoners pel FPR després d'una emboscada a la regió de Butare, van ser alliberats a conseqüència de les negociacions. En un altre incident entre Kibuye i Gikongoro, dos soldats francesos van sobreviure al foc del FPR amb la seva armilla antibales.

### La creació de la «Zona Humanitària Segura»
Es va crear una « zona humanitària segura» al sud-oest de Ruanda, destinada a prevenir els enfrontaments entre les Forces Armades Ruandeses del govern genocida i el Front Patriòtic Ruandès que guanyava terreny.

### Replegament de les forces genocidàries al Zaire

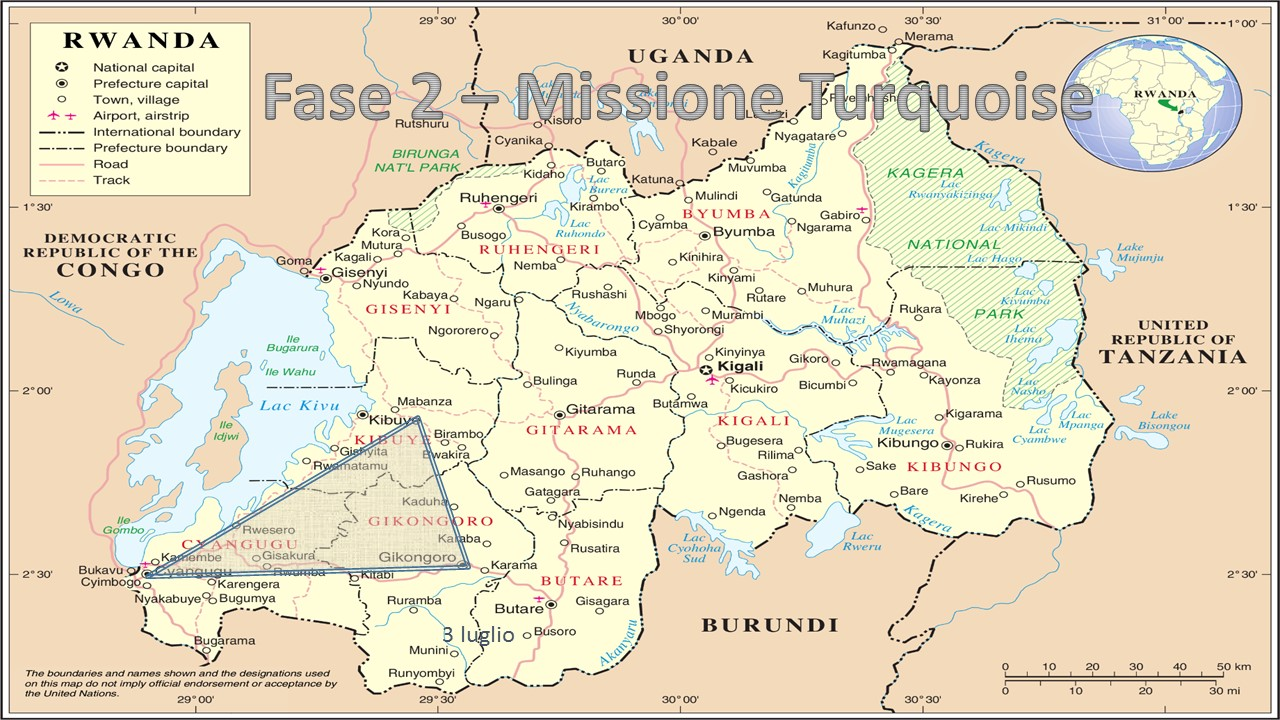
Zona humanitària segura

No va ser fins al 7 de juliol, sobre el consell de l'ambaixador de França a Ruanda i del General Lafourcade, comandant de la Força Turquesa, que França va començar a considerar desacreditat el govern interí ruandès com a responsable del genocidi. En particular, França va rebutjar una extensió de la "zona humanitària segura" que va demanar el govern per allunyar-se del FPR. El 14 de juliol es va enviar un telegrama al general Lafourcade demanant-li que denegués l'accés a la "zona humanitària segura" als membres del govern interí. Però si França no havia portat a terme una operació d'exfiltració, tampoc havia detingut els membres del govern interí que havia va demanat estar al HSZ, amb l'argument que aquestes mesures no podien ser preses per decisió de l'ONU.
També la « zona humanitària segura » podria servir com a refugi per a diversos funcionaris del govern interí ruandès que podrien passar al Zaire. En particular, el 17 de juliol de 1994, un comboi civil escortat per membres armats de la guàrdia presidencial de Ruanda s'atura a una vila de Cyangugu, a la vora del llac Kivu, al sud de la ZHS controlada pels francesos. El comandant del sector, el tinent coronel Jacques Hogard, garanteix la identitat d'aquestes persones, amb un grup comandament del 2n Regiment Estranger Paracaigudista i identifica dos líders polítics del govern interí de Ruanda: el President de la República en funcions Théodore Sindikubwabo, i el ministre d'afers exteriors, Jérôme Bicamumpaka. L'entrevista és tibant. Jacques Hogard anuncia als seus interlocutors que està fora de qüestió que un govern interí es traslladi a Cyangugu. Sense informació o instruccions sobre què fer amb aquestes personalitats, informa al seu superior, el general Lafourcade, qui informa a París. Però els fugitius deixen en 24 hores la zona humanitària segura abans que arribin instruccions sobre què fer.
L'informe parlamentari francès mostrarà molts elements que testimonien que el desarmament dels genocidaris era insuficient, i que no es va produir cap detenció de genocidaris. En la seva audiència, Alain Juppé, ministre d'Afers Exteriors de França el 1994, argumentarà que «donat el personal assignat a l'Operació Turquesa, no ha estat possible procedir a l'arrest de probables criminals de guerra, a més el Consell de Seguretat mai ha concedit tal mandat».
A l'octubre de 1994, la revista mensual de la legió, Képi blanc, va escriure que l'estat major tàctic va provocar i va organitzar l'evacuació del govern de Ruanda a Zaire.
Els soldats de l'Operació Turquesa s'enfrontaren a una greu epidèmia de còlera que va esclatar en els campaments de refugiats hutus de Goma alZaire. Es van dur a terme gairebé 100.000 consultes mèdiques i 25.000 vacunacion.
Metges Sense Fronteres va abandonar els camps de refugiats al Zaire el novembre de 1994 davant el control dels genocidaris dels campaments. Segons Metges Sense Fronteres:
| « | ' Els camps […] es transformaren en una base per a la reconquesta de Ruanda a través de la desviació massiva d'ajuda, la violència, el reclutament forçat, la propaganda i les amenaces contra els candidats al repatriament. | » |

## Les controvèrsies plantejades per aquesta operació

### L'ambigüitat de l'operació i el paper de França en el genocidi a Ruanda
La classe política francesa va ser gairebé unànimement a favor d'aquesta operació. Valéry Giscard d'Estaing va ser un dels pocs polítics francesos a criticar obertament l'existència mateixa d'aquesta operació, el 7 de juliol 1994 en declaracions recollides pel diari Le Monde  « ... què anem a fer es va preguntar l'expresident de la República Francesa. Hi ha tutsis avançant. Anem a oposar-nos al seu avanç, amb quin dret?, Va exclamar. Actualment hi ha tutsis que avancen, és a dir, les víctimes, i darrere nostre una part dels que van portar a terme les matances ...».
Si l'objectiu oficial de l'operació és humanitària, l'ambigüitat encara apareix en un informe de 16 de juny de 1994: « Donada la magnitud de la catàstrofe humanitària i la crítica de que han estat subjectes l'ONU i la nostra pròpia política, l'objectiu és promoure una acció internacional en que França prendria la direcció principal, i la finalitat és triple: aturar les matances, la protecció dels refugiats i la interrupció de l'extensió del conflicte. Des del punt de vista francès, cal evitar que se'ns acusi ahir d'acció i avui d'inacció.» Quant a l'expressió interrupció de l'extensió del conflicte, i tenint en compte l'antic rol de França al costat del govern de Ruanda, s'ha entès per alguns soldats francesos allà com un intent d'evitar que el FPR prengués Kigali. Per tant, després d'haver tingut propòsits ferms contra el FPR depassant el mandat de neutralitat de l'Operació Turquesa, el coronel Tauzin serà repatriat prematurament a París. Jean-François Dupaquier, periodista i expert davant del TPIR en el Procés dels Mitjans, qualifica Turquesa de desinformació "militar-humanitària" Per defensar el punt de vista dels militars a Ruanda, Didier Tauzin escriu un llibre: Rwanda, je demande justice pour la France et ses soldats.
Nombrosos ex soldats francesos van declarar l'ambigüitat de l'Operació Turquesa, que no hauria estat una missió humanitària, incloent-hi el tinent coronel Guillaume Ancel i l'ajudant en cap Thierry Prungnaud. Llurs testimonis qüestionen de manera més àmplia el paper de França en el genocidi de Ruanda.

### Les relacions entre els responsables d'UNAMIR i Turquesa
Quan es va produir el desplegament de tropes de l'Operació Turquesa a la frontera entre Zaire i Ruanda, Roméo Dallaire, comandant de la UNAMIR va anar a Goma per a discutir els termes de l'operació amb l'exèrcit francès. Aquests li van oferir un acolliment gèlid. Els soldats francesos es van quedar sorpresos perquè Roméo Dallaire no pogués retardar el FPR. L'exèrcit francès era aliat històricament amb les Forces Armades de Ruanda i van criticar obertament Roméo Dallaire; li van retreure la derrota de les FAR. Els francesos acusaren Dallaire d'ajudar els rebels del FPR a guanyar terreny.

### Els articles de Patrick de Saint-Exupéry ale Figaro
Després de 1994, els articles de Patrick de Saint-Exupéry rellançaren el 1998 la controvèrsia sobre la política de França a Ruanda, l'Operació Turquesa i en particular els fets de Bisesero, del qual va ser un dels principals testimonis. El 2004 va reprendre la seva anàlisi en un llibre. En general, es reconeix que el treball de Patrick de Saint-Exupéry va ser l'origen de la creació de la missió d'informació parlamentària per Ruanda el 1998.

### Procediment judicial a França
El juny de 2005, es van presentar diverses queixes al Tribunal aux armées de Paris. Tres dones tutsis van presentar una denúncia contra X per violació per soldats francesos davant la justícia francesa. Una segona sèrie de denúncies per «complicitat en genocidi i complicitat en crims contra la humanitat » va ser presentada el febrer de 2005 per sis supervivents (cinc homes i una dona tutsi) de les matances de 1994 a Ruanda.Acusaven de complicitat en el genocidi als soldats francesos que participaren en l'Operació Turquesa, duta a terme entre juny i agost de 1994 a Ruanda sota el mandat de les Nacions Unides. Segons els demandants, soldats francesos haurien ajudat a la milícia "Interahamwe" principals responsables del genocidi, a eliminar les seves víctimes i ells mateixos haurien comès abusos.
Aquesta denúncia dona lloc a la controvèrsia política i judicial perquè el govern francès sempre ha negat qualsevol participació en el genocidi, excepte Bernard Kouchner a posteriori.
El 29 de maig de 2006, la Cambra d'Instrucció del Tribunal d'Apel·lació de París va validar aquesta queixa. La jutgessa d'instrucció Florence Michon es va fer càrrec de Brigitte Reynaud en 2007.
Arran d'aquestes queixes, els antics oficials de Ruanda van crear una associació France Turquoise per tal de defensar l'honor de l'exèrcit francès i els soldats francesos que serviren a Ruanda.